# Достойнство (партия)
„Достойнство“ (на киргизки: Ар-Намыс) е консервативна политическа партия в Киргизстан. Създадена е през 1999 и е оглавявана от бившия министър-председател Феликс Кулов. Партията заема 25 места във Върховния съвет и е с проруска ориентация.
През 2000 година не е допусната до парламентарните избори, които впоследствие са определени като несправедливи. Самият Кулов е вкаран в затвора заради предполагаеми криминални деяния, но престоят му е кратък и през 2001 е избран за председател.
На изборите през 2015 година партията остава извън парламента.